# Мекленбургско-переднепомеранские диалекты
Мекленбу́ргско-переднепомера́нские диалекты (нем. Mecklenburgisch-Vorpommersch; в диалекте — Mękelborgsch und Vörpommersch) — эта группа диалектов нижненемецкого языка, входящих в восточнонижненемецкую группу диалектов. Распространены в основном в современной немецкой федеральной земле Мекленбург-Передняя Померания. Все диалекты группы очень похожи друг на друга и не обладают строго определёнными границами, которые бы позволили определить зоны перехода.
Характерной чертой восточнонижненемецких диалектов является то, что отсутствует происходящее из древнесаксонского окончание -t для глаголов во множественном числе. Вместо этого глагол получает окончание -(e)n, что сближает его с верхненемецким.

## Территория распространения
- Мекленбургский (Mecklenburgisch)

- Мекленбург-шверинский (Mecklenburg-Schwerinerisch) — в районе городов Шверин, Росток, Висмар, Гюстров
- Мекленбург-штрелицкий (Mecklenburg-Strelitzsch) — в районе городов Нойштрелиц, Нойбранденбург

- Переднепомеранский (Vorpommersch) — в районе Штральзунда, Грайфсвальда и Анклама
- Западно-мекленбургский / Восточно-гольштейнский (Westmecklenburgisch / Ostholsteinisch)

На западе мекленбургский переходит в гольштейнский. Он имеет с мекленбургским определённые сходства, которые в Гольштейне (в зависимости от региона) смешиваются с северо-нижнесаксонским диалектом. В районе Ратцебурга, который также причисляется к мекленбургской диалектной зоне, существует переход, где присутствуют в изменённом виде особенности мекленбургского и гольштейнского, в пределах отдельных диалектов смешивающихся. Так, на западе от Шверина известно окончание -t для глаголов во множественнос числе.

## Фонетические особенности
Обычная для нижненемецкого дифтонгизация открытых /oː/ и /eː/ (переход их в /oʊ/ и /eɪ/, соответственно) проявляется в мекленбургском в ещё большей степени (/oː/ может переходить также в /aʊ/). То же правило распространяется на умляуты (/øʏ/ переходит в /œʏ/ или /ɔɪ/). Однако с словах, в которых в прагерманском присутствовал дифтонг «au», в мекленбургском произонится чистый звук «o» и наоборот (прагерманское *augo (глаз) перешло в oge, но bōks (книга) в bauk).
В мекленбургско-переднепомеранских диалектах употребляется несколько звуков нетипичных для других нижненемецких диалектов. Для их передачи используются специальные буквы Æ(Œ) и Ę, а также общая для всего нижненемецкого ареала буква Å.

### Å
Å/å, используемая прежде всего в померанском ареале, используется для обозначения звука /oː/ перед вокализированным r, где в общенемецком писалась бы буква a. К примеру, нижнемецкое слово Jor (год), соответствующее литературному немецкому Jahr, может быть записано как Jår.

### Ę
Ę/ę обозначает длинный звук E [/ɛ:/]. Она употребляется в тех словах, в которых изначальный древнесаксонский длинный звук I перешёл в E (древнесакс. givan и мекл. gęven (geben — давать)).

### Æ
Æ/æ или Œ/œ обозначают звук [/ɶː/], который представляет собой умлаут A, который, однако, отличается от литературного немецкого Ä, и представляет собой среднее между длинным Ä и Ö. Этот звук также часто обозначается как Ä.

### Апостроф
На месте отпавшей на конце E в мекленбургско-переднепомеранских диалектах употребляется апостроф, который показывает что согласная на конце слова не оглушается.